# 인민극장

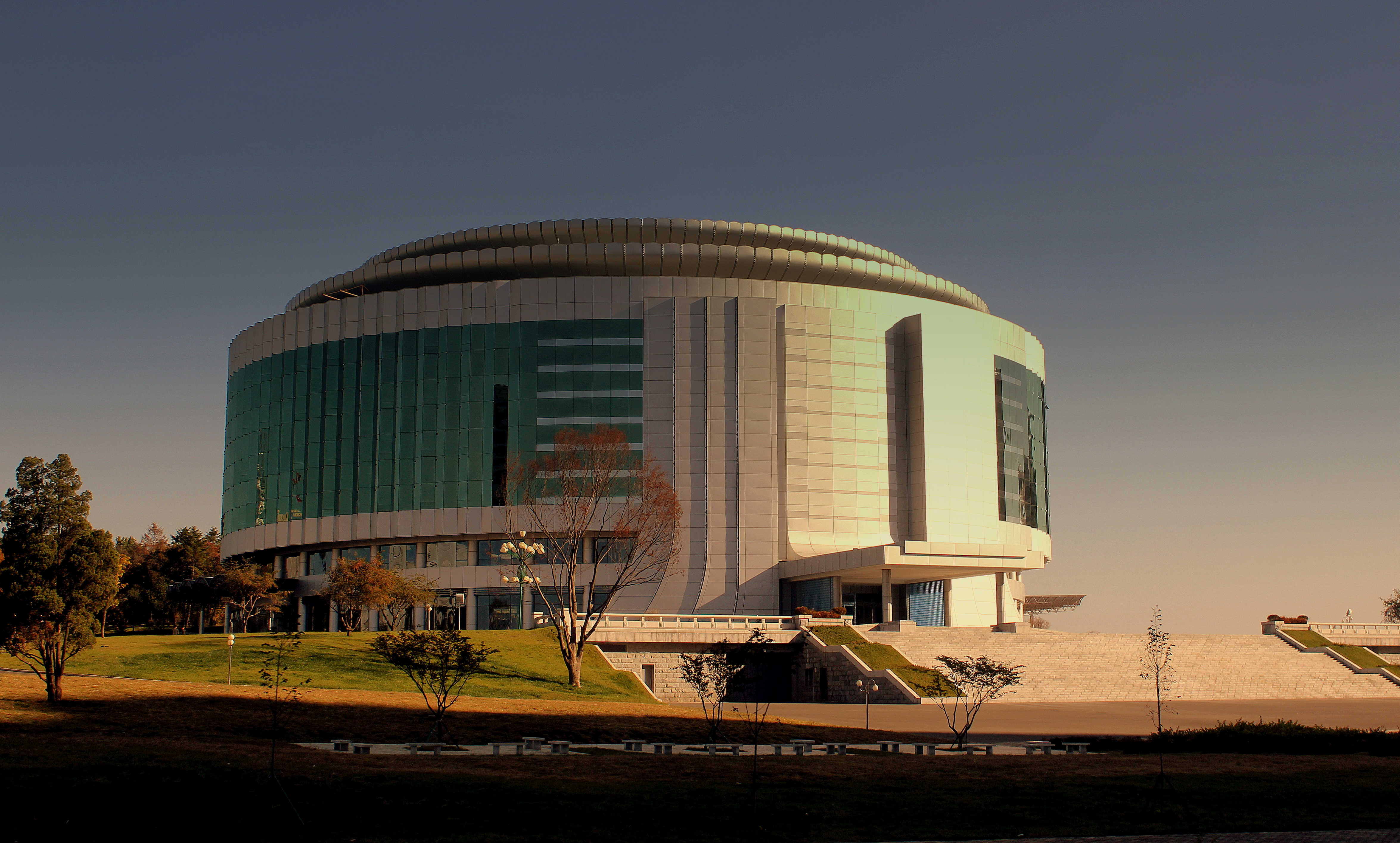
평양시 인민극장

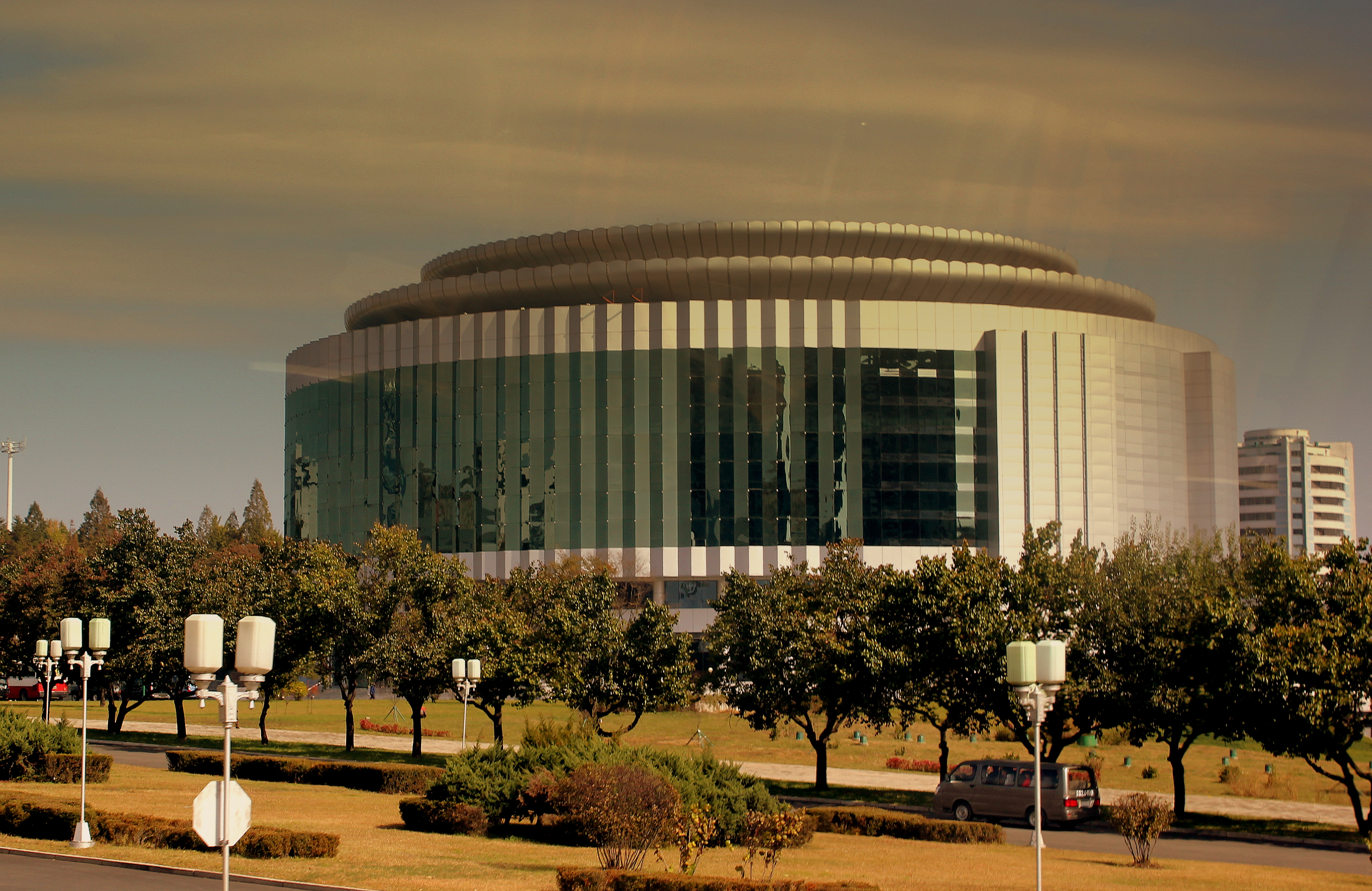
평양시 인민극장 2012년 10월 모습

인민극장(人民劇場, 영어: People's Theatre)은 조선민주주의인민공화국 평양직할시 만수대지구에 위치한 공연장이다. 인민극장은 2012년 4월 17일 첫 문을 열었으며, 개관 기념으로 은하수관현악단이 공연하였다.

## 구성
김일성 탄생 100돌을 맞이하여 개관한 인민극장은 연건축면적 5만여m2에 총건평이 1만 1,500m2, 그리고 지상 6층, 지하 2층 규모이며 마이크를 전혀 사용하지 않을 수 있는 1,500석의 원형 생음극장과 500석의 지하 극장을 갖고 있다고 노동신문은 보도하였다. 인민극장은 원형의 외관에 현대적 감각의 통유리로 치장되었으며, 북측 매체들은 이 극장이 노동당의 건축미학사상을 철저히 구현하였으며 또한 인민의 사상 감정과 미적 지향에 맞게 완공된 이른바 주체 건축의 본보기 극장이라고 찬양하였다.

## 세부 시설
인민극장은 비교적 최근에 지어진 만큼 최신 무대설비와 연습실, 분장실 그리고 지하주차장 등 편의 시설을 갖추고 있으며 극장 관람자들은 서로 다른 각도에서 무대 출연자들의 공연 모습을 볼 수 있도록 관람석이 무대의 앞과 뒤 그리고 옆면에 블록 형식으로 높고 낮게 배치되어 있다. 지하극장은 민족적 특성이 잘 살아나면서 또한 현대적인 미감이 나게 구성되었는데 지하 극장의 내부 벽들은 민족 악기인 가야금을 구색이 맞게 앞으로 세워놓은 것처럼 꾸며져 있다.
인민극장은 김정일 국방위원장의 지시에 의해 건설된 것으로 알려졌으며 극장 현관 홀에는 김정일을 찬양하는 노래의 악보가 장식되어 있기도 하다. 2015년 10월 18일 청봉악단의 평양 첫 공연 마지막 날에 김정은, 리설주 부부는 모란봉악단의 단원들과 함께 이 공연을 관람하고 공연장인 인민극장의 현관 홀에서 모란봉악단의 지도부 그리고 단원들과 함께 기념사진을 찍었는데, 이 사진에서 인민극장 현관 홀에는 김정일을 우상화하고 찬양하는 '김정일 장군의 노래' 악보 첫 부분과 마지막 부분이 벽에 커다랗게 부조되어 있는 것이 발견되었다. 한편 3층 홀에서는 만수대 언덕의 김일성, 김정일 동상이 조망된다고 한다.

## 같이 보기
- 만수대예술극장
- 만수대창작사